# Derek Jacobi
Sir Derek George Jacobi (22. oktober 1938) er en britisk skuespiller og sceneinstruktør.
I 2001 vandt han en Emmy for en rolle på Frasier.

## Udvalgt filmografi

### Film
| Udgivelsesår | Titel                                                    | Rolle                 | Noter                   |
| ------------ | -------------------------------------------------------- | --------------------- | ----------------------- |
| 1965         | Othello                                                  | Cassio                |                         |
| 1998         | Love Is the Devil: Study for a Portrait of Francis Bacon | Francis Bacon         | filmbiografi af maleren |
| 2000         | Gladiator                                                | Senator Gracchus      |                         |
| 2001         | Gosford Park                                             | Probert               |                         |
| 2005         | Nanny McPhee                                             | Mr. Wheen             |                         |
| 2007         | Det gyldne kompas                                        | Magisterial udsending |                         |
| 2011         | Kongens store tale                                       | Ærkebiskop Cosmo Lang |                         |
| 2011         | Anonymous                                                | Fortæller             |                         |
| 2011         | My Week With Marilyn                                     | Sir Owen Morshead     |                         |
| 2015         | Eventyret om Askepot                                     | Kongen                |                         |
| 2018         | Tomb Raider                                              | Mr. Yaffe             |                         |
| 2019         | Tolkien                                                  | Joseph Wright         |                         |

### Tv-serier
| Udgivelsesår | Titel                    | Rolle          | Noter                                                |
| ------------ | ------------------------ | -------------- | ---------------------------------------------------- |
| 1976         | Jeg, Claudius            | Claudius       | 12 afsnit                                            |
| 2001         | Frasier                  | Jackson Hedley | afsnittet "The Show Must Go Off"; Sæson 8, afsnit 12 |
| 2012         | Titanic: Storhed og Fald | Lord Pirrie    | 12 afsnit                                            |
| 2013–16      | Vicious                  | Stuart Bixby   | 14 afsnit                                            |